# Friúmes e Paradela
Friúmes e Paradela (llamada oficialmente União das Freguesias de Friúmes e Paradela) es una freguesia portuguesa del municipio de Penacova, distrito de Coímbra.

## Historia
Fue creada el 28 de enero de 2013 en aplicación de una resolución de la Asamblea de la República de Portugal promulgada el 16 de enero de 2013 con la unión de las freguesias de Friúmes y Paradela, pasando su sede a estar situada en la antigua freguesia de Friúmes.

## Demografía
| Gráfica de evolución demográfica de Friúmes e Paradela entre 2011 y 2021 |
|                                                                          |
| Datos según el nomenclátor publicado por el INE portugués.               |